# 404-es busz (Kecskemét)
A kecskeméti 404-es jelzésű autóbusz a Széchenyi tér és Máriaváros között közlekedik. Az 1960-as években létrehozott vonal egykor a Kecskemét-Máriaváros vasútállomást, később a Noszlopy Gáspár park autóbusz-állomást is érintette. A viszonylatot a Kecskeméti Közlekedési Központ megrendelésére az Inter Tan-Ker Zrt. üzemelteti.

## Története

### Tanácsháza – Máriavárosi pályaudvar – Tanácsháza
Az 1960-as években az 5-ös buszok a Tanácsháza és a Máriavárosi pályaudvar nevű megállóhely között közlekedtek, kapcsolatot teremtve a Belváros és a Budapest–Lajosmizse–Kecskemét-vasútvonal között.
Ekkor az alábbi megállóhelyeket érintette az autóbuszvonal:
| Tanácsháza – Kodály tér – Máriavárosi Pályaudvar – Kodály tér – Tanácsháza | Tanácsháza – Kodály tér – Máriavárosi Pályaudvar – Kodály tér – Tanácsháza | Tanácsháza – Kodály tér – Máriavárosi Pályaudvar – Kodály tér – Tanácsháza | Tanácsháza – Kodály tér – Máriavárosi Pályaudvar – Kodály tér – Tanácsháza |
| -------------------------------------------------------------------------- | -------------------------------------------------------------------------- | -------------------------------------------------------------------------- | -------------------------------------------------------------------------- |
| - Tanácsháza - Széchenyi tér - Kodály tér - Honvéd Kórház                  | - Kupa utca - Cserép utca - Tatár sor - Máriavárosi Pályaudvar             | - Cigány János utca - Toldi utca - Nyíri utca - Ady Endre út               | - Honvéd Kórház - Kodály tér - Széchenyi tér - Tanácsháza                  |

A járatok tehát a máriavárosi hurkot – a maihoz képest – az ellenkező irányban járták be, Kecskemét-Máriaváros vasútállomás érintésével. A Hétvezér utca helyett a buszok a Puskin (ma Szent Miklós) utcán közlekedtek.
A Tanácsháza végállomás 1977-ben, a főtér területrendezése során – az országban először itt alakítottak ki forgalomcsillapított övezetet – megszűnt. Az új végállomása az 1976-ban átadott Felszabadulás park (a mai Noszlopy Gáspár park) lett, ezzel az útvonal hossza mintegy 1,5–2 kilométerrel nőtt.
Ezzel egyidőben megszüntették a Máriavárosi pályaudvar buszmegállóhelyet, mivel – figyelembe véve, hogy az új végállomást a Kecskemét vasútállomás közelében alakították ki – ez a vasúti kapcsolat indokolatlanná vált. A járatok a továbbiakban hurokjáratként közlekedtek (a Máriavárosban nem álltak ki a forgalomból).

### Noszlopy Gáspár park – Máriaváros – Noszlopy Gáspár park
2004-ben a Noszlopy Gáspár parkból – a 15 óra 30 perces üzemidő alatt – munkanapokon 23 járatot indítottak. Az ekkor 9,8 kilométer hosszú útvonalon 21 megállóhelyet érintő járatok menetideje 27–30 perc volt, így a járatok 20,6 kilométer/órás átlagsebességgel haladtak.
2008 tavaszán – a 9-es buszhoz hasonlóan – jelentős mértékben megritkították.
2008. március 1. és június 13. között iskolai előadási napokon – a Noszlopy Gáspár parkból 6.45, 7.15, 7.45, 13.45 és 14.45 órakor induló járatok kivételével – a járatokat megszüntették, míg tanszünetben munkanapokon csak a Noszlopy Gáspár parkból 6.45, 7.45, 13.45 és 14.45 órakor induló járatok közlekedtek. Szabad- és munkaszüneti napokon egyáltalán nem indítottak autóbuszokat Máriavárosba.

### Széchenyi tér – Máriaváros – Széchenyi tér
2008. június 14-étől az autóbuszjáratok rövidített (5,7 kilométer hosszú, 10 megállóhelyet érintő) útvonalon, lényegében – a máriavárosi végállomást és az egy szakaszon ellenkező haladási irányt nem számítva – az 1977 előtti állapothoz hasonlóan közlekednek (a Széchenyi tér – Máriaváros – Széchenyi tér viszonylatban).
A 2008-as év második felében a Széchenyi térről munkanapokon 6.55, 7.10, 7.55, 8.55, 10.55, 12.55, 13.55, 14.55, 15.55 és 17.55 órakor, míg szabad- és munkaszüneti napokon 6.55, 7.55, 8.55, 11.55, 13.55, 17.55, 18.55 és 19.55 órakor indultak járatok. 2009. január 1-jén megszűnt a korábban iskolai előadási napokon közlekedő, a Széchenyi térről 7.25-kor induló járat.

## Útvonala
| Széchenyi tér ► Máriaváros ► Széchenyi tér |
| --- |
| Széchenyi tér vá. – Kápolna utca – Szövetség tér – Ady Endre utca – Balaton utca – Nyíri út – Hétvezér utca – Tatár sor – Szent Miklós utca – Botond utca – Dózsa György út – Izsáki út – Sport utca – Csabay Géza körút – Tatár sor – Jász utca – Balaton utca – Irinyi utca – Szövetség tér – Kápolna utca – Széchenyi tér vá. |

## Megállóhelyei
| 0  | Széchenyi tér végállomás | |
| 3  | Honvéd Kórház            | 3, 20, 20H |
| 4  | Bányai Gimnázium         | 14D, 21, 22, 350 Helyközi buszok                                                                                                 |
| 5  | Akácfa utca              | 350 |
| 6  | Hétvezér utca            | 350 |
| 7  | Tatár sor                | S210 (Kecskemét-Máriaváros) 350                                                                                                  |
| 9  | Kodály Iskola            | 1, 11, 11A, 15, 19, 22 Helyközi buszok S210 (Kecskemét-Máriaváros)                                                               |
| 11 | Egyetem (GAMF)           | 1, 11, 11A, 15, 19, 22 Helyközi buszok                                                                                           |
| 12 | Kecskeméti Fürdő         | 22 |
| 13 | Széktó-Park              | |
| 14 | Fürdő utca               | 350 |
| 15 | Cserép utca              | 350 |
| 16 | Táncsics kollégium       | 350 |
| 17 | Honvéd Kórház            | 3, 20, 20H |
| 20 | Széchenyi tér végállomás | 2, 2A, 2D, 2S, 3, 3A, 4, 4A, 4C, 6, 7, 7C, 9, 10, 11, 11A, 12, 13, 13D, 13K, 14, 16, 18, 20, 20H, 23, 23A, 28, 29, 34A, 169, 916 |